# Фруктоїд товстодзьобий
Фруктоїд товстодзьобий (Rhamphocharis crassirostris) — вид горобцеподібних птахів родини фруктоїдових (Melanocharitidae).

## Поширення
Ендемік Нової Гвінеї. Поширений у гірських районах.

## Опис
Дрібний птах завдовжки 11-14 см. Це птахи з довгим, тонким і ледь вигнутим вниз дзьобом, міцними ногами, загостреними крилами і коротким квадратним хвостом. Самці в шлюбному оперенні мають спину темно-коричневому кольору, а горло, груди, черево і стегна білого. Самці і самці в позашлюбному оперенні мають темно-сірий верх тіла (з золотисто-коричневими маховими крил), тоді як горло, груди, черево і боки мають світло-сірий колір.

## Спосіб життя
Мешкає у гірських дощових лісах, залітає у сади та міські парки. Трапляється поодинці. Активний вдень. Живиться фруктами (переважно інжиром) та дрібними комахами. Молоді особини спостерігалися протягом вересня, отже репродуктивний період збігається із закінченням сезону дощів. Інша інформація про розмноження відсутня.